# Лемниската Жероно

Лемниската Жероно, построенная с помощью параметрического уравнения в GNU Octave

Лемниска́та Жероно́, или лемниската Гюйгенса — плоская кривая, удовлетворяющая уравнению {\displaystyle \textstyle x^{4}=a^{2}(x^{2}-y^{2})}.
Получила свое название в честь  французского математика Камиля-Кристофа Жероно, который описал её свойства в своем учебнике по геометрии, изданном в Париже в 1854 г.
Уравнение кривой в плоских координатах:
{\displaystyle y=\pm {\sqrt {\frac {a^{2}x^{2}-x^{4}}{a^{2}}}}}.
Лемниската Жероно является уникурсальной кривой, поэтому может быть описана в параметрическом виде через рациональные функции:
{\displaystyle x=a{\frac {t^{2}-1}{t^{2}+1}},\ \ y=a{\frac {2t(t^{2}-1)}{(t^{2}+1)^{2}}}}.
Также параметрический вид через тригонометрические функции:
{\displaystyle x=a\cos(t),\ \ y=a\sin(t)\cos(t)=a\sin(2t)/2,}
или
{\displaystyle x=a\cos(\omega t),\ \ y=b\sin(\omega t)\cos(\omega t)=b\sin(2\omega t)/2}
и является одной из фигур Лиссажу с удвоенной частотой колебаний по оси {\displaystyle y} относительно колебаний по оси {\displaystyle x} и нулевым  сдвигом фаз.

## Построения

### При помощи программы GNU Octave
Лемниската Жероно может быть построена с помощью GNU Octave — свободной программной системы для математических вычислений, использующей совместимый с MATLAB язык высокого уровня.
Следующий код, выполняемый в GNU Octave, позволяет построить график лемнискаты Жероно:
```
a
 
=
 
1

t
=
linspace
(
0
,
2
*
pi
,
1000
);

x
 
=
 
a
 
*
 
cos
 
(
t
)

y
 
=
 
a
 
*
 
sin
 
(
2
 
.*
 
t
)
 
/
 
2

plot
(
x
,
y
,
"b"
,
'LineWidth'
,
 
2
)

% plot X and Y axis

x
=[
-
1.5
*
a
,
 
1.5
*
a
];
 
y
=[
0
,
 
0
];
 
line
(
x
,
y
)

x
=[
0
,
 
0
];
 
y
=[
-
1
,
 
1
];
 
line
(
x
,
y
)

axis
([
-
1.5
*
a
,
1.5
*
a
,
-
a
,
a
],
"equal"
)

grid
 
on

```

Результат работы для a=1 приведён в начальной части статьи.
Для построяения кривой используется параметрическая форма расчета координат x и y.

### При помощи программы Sage Math
Построение лемнискаты Жероно в Sage, используя неявно заданную функцию.

Построение в Sage лемнискаты Жероно, используя неявно заданную функцию.

Лемниската Жероно задается с помощью уравнения {\displaystyle \textstyle x^{4}-a^{2}(x^{2}-y^{2})=0}. По умолчанию принимается значение {\displaystyle a=1}
```
## Лемниската Жероно

## x^4=a^2*(x^2-y^2)

a
=
1

var
(
'x y'
)

pl
=
implicit_plot
(
x
^
4
-
(
a
^
2
)
*
(
x
^
2
-
y
^
2
),
 
(
x
,
-
a
,
a
),
 
(
y
,
-
a
,
a
),
linewidth
=
2
,
 
gridlines
=
True
,
frame
=
False
,
axes
=
True
)

pl
.
show
()

```